# Flora de Veracruz
Flora de Veracruz (abreviado Fl. Veracruz) fue una revista con ilustraciones y descripciones botánicas que fue editada en Xalapa por el Instituto Nacional de Investigaciones sobre Recursos Bióticos, desde 1978 hasta 1982.

## Publicación
- Fasc. 1: bts (1978)
- Fasc. 2: Cornaceae (1978),
- Fasc. 3: Chloranthaceae (1978),
- Fasc. 4 : Vochysiaceae (1978),
- Fasc. 5: Hydrophyllaceae (1979),
- Fasc. 6: Selaginellaceae (1979),
- Fasc. 7: Polemoniaceae (1979),
- Fasc. 8: Araliaceae (1979),
- Fasc. 9: Aizoaceae (1979),
- Fasc. 10: Caricaceae (1980),
- Fasc. 11: Cannaceae (1980),
- Fasc. 12: Rhizophoraceae (1980),
- Fasc. 13: Nyctaginaceae (1980),
- Fasc. 14: Magnoliaceae (1980),
- Fasc. 15: Clethraceae (1981) ,
- Fasc. 16: Ebenaceae (1981),
- Fasc. 17: Cyatheaceae (1981),
- Fasc. 18: Boraginaceae (1981),
- Fasc. 19: Platanaceae (1981),
- Fasc. 20: Betulaceae (1981),
- Fasc. 21: Bataceae (1982),
- Fasc. 22: Papaveraceae (1982),
- Fasc. 23: Cupressaceae (1982),
- Fasc. 24: Bignoniaceae (1982),
- Fasc. 25: Taxodiaceae